# Hezuo
Hezuo (合作 ; pinyin : Hézuò) est une ville de la province du Gansu en Chine. C'est une ville-district, chef-lieu de la préfecture autonome tibétaine de Gannan.

## Histoire
Un étudiant de 22 ans, Lhamo Tashi, s'est immolé le mercredi 17 septembre 2014, à Hezuo. Son corps a été incinéré par la police et des cendres remises à sa famille.

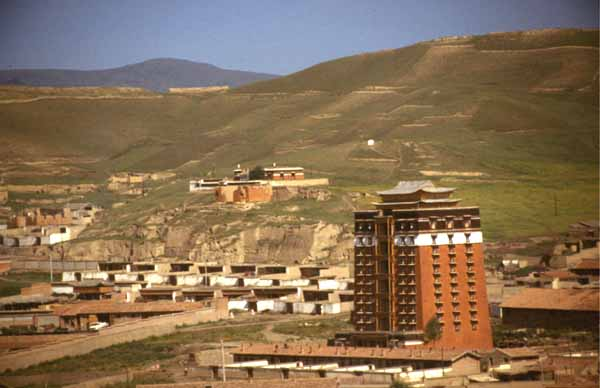
Guthog - Monastère de Tse-Ü à Hezuo

## Démographie
La population du district était de 83 486 habitants en 1999.